# West Torrington
West Torrington is een civil parish in het bestuurlijke gebied East Lindsey, in het Engelse graafschap Lincolnshire. In 2001 telde het dorp 69 inwoners.
De aan de evangelist Marcus gewijde dorpskerk stamt uit de veertiende eeuw, maar werd in 1869 herbouwd, waarbij veel van de oorspronkelijke steen werd gebruikt. Nadat de kerkgemeente tot 1 lid was geslonken, zag de kerkprovincie zich in 2012 genoodzaakt het gebouw te verkopen.